# 대조선국ㆍ대덕국통상조약(한문, 영문, 독문)
대조선국ㆍ대덕국통상조약(한문, 영문, 독문)(大朝鮮國ㆍ大德國 通商條約)은 서울특별시 서초구 반포동, 국립중앙도서관에 있는 조선시대의 조약문서이다. 1998년 12월 26일 서울특별시의 유형문화재 제110호로 지정되었다.

## 개요
이 책은 고종 21년(1884년) 8월 17일 창덕궁에서 조선과 대덕국 즉 독일 사이에 이루어진 수교내용을 담은 문서로, 양국간에 우호적인 입장에서 서로 왕래하며 통상하자는 것이다.
그 수단으로 서로의 신분을 보장하고, 재산을 보호하며 총영사관과 부영사제를 설치하여 통상구역 안에 주차(관리가 공무로 다른 나라에 머무름)를 두기로 하였다. 만일 양국인 사이에 범법이 발생한 때에는 양국 주차관원이 조회하여 양국 법률에 의거하여 심판을 하기로 되어 있다. 그리고 통상에 관해서는 농기를 기록하여 서적, 지도, 식물류, 주류, 호박, 약품 등으로 한정하고 있다.

## 참고 자료
- 대조선국ㆍ대덕국통상조약(한문, 영문, 독문) - 국가유산청 국가유산포털